# Macaranga caesariata
Macaranga caesariata är en törelväxtart som beskrevs av Albert Charles Smith. Macaranga caesariata ingår i släktet Macaranga och familjen törelväxter. Inga underarter finns listade i Catalogue of Life.